# Jah Khalib
Jah Khalib, pseudonimo di Bahtiyar Mamedov (in kazako Бахтияр Мамедов?; Almaty, 29 settembre 1993), è un rapper kazako.

## Biografia
Nato a Almaty da madre kazaka e da padre azero, ha frequentato il Qūrmanğazy atyndağy Qazaq ūlttyq konservatoriiasy.
È salito al grande pubblico nel 2015, anno in cui è stato pubblicato l'EP di debutto Khalibanija duši, che è stato promosso da un tour con date in 22 città fra Kazakistan, Moldavia, Russia e Ucraina. Il quarto album in studio E.G.O. ha esordito al 14º posto della classifica lettone redatta dalla Latvijas Izpildītāju un producentu apvienība ed è risultato il 2º disco di maggior successo del 2018 su VK Muzyka, la seconda principale piattaforma streaming russa.
L'anno seguente è risultato l'artista di maggior successo sulla medesima piattaforma grazie al successo ottenuto dal quinto disco Vychod v svet, che anch'esso ha fatto il proprio ingresso nella graduatoria degli album più consumati in Lettonia. Nello stesso anno ha inciso Nur ein Grund, una collaborazione con il rapper tedesco Kontra K, che è divenuta la sua prima entrata nelle Offizielle Deutsche Charts e nella Ö3 Austria Top 40.
Nel 2022 ha conseguito la sua prima top five in Bulgaria con Navsegda, una collaborazione assieme a Irina Rimes.
Nell'ambito del premio Viktorija, l'equivalente russo dei Grammy Award, ha ottenuto una candidatura. Agli MTV Europe Music Awards ha invece trionfato come miglior artista di MTV Russia.

## Discografia

### Album in studio
- 2016 – Džazovyj gruv
- 2016 – Vsë čto my ljubim
- 2016 – Esli če ja Bacha
- 2018 – E.G.O.
- 2019 – Vychod v svet
- 2020 – Bacha i Dmitrij Karantino
- 2021 – Mudrec
- 2021 – Desert Eagle

### EP
- 2015 – Khalibanija duši

### Singoli
- 2015 – Pesnja o ljubvi (con Kot Balu)
- 2017 – Segodnja ja našël tebja
- 2017 – Mamasita
- 2018 – Medina
- 2018 – Vou-vou palechčė
- 2018 – A ja eë
- 2020 – 911
- 2020 – More
- 2020 – Namekaet (con Fatbelly)
- 2020 – Na tebja smotrju (con Ves')
- 2021 – Mudrec
- 2021 – Gori-gori (con Agon)
- 2021 – Sila bnutri (con Free Fire)
- 2021 – Sleduj za mnoj
- 2021 – MamaMija (con Artik & Asti)
- 2021 – Navsegda (con Irina Rimes)
- 2021 – Letnij sneg
- 2021 – Bože, kak zaviduju (con HammAli & Navai)
- 2021 – Uletaj (con Emin)
- 2021 – On i ona (con Acha)
- 2022 – Olja
- 2022 – Osennjaja
- 2022 – Doča
- 2023 – Puli
- 2023 – Panda
- 2023 – Snačala (con Jamaru)
- 2024 – Esli ty ljubiš'
- 2024 – Čudo (con Bahh Tee e Turken)
- 2024 – Raznymi
- 2024 – Sneg (con Shami)
- 2025 – Naberi
- 2025 – Bol'no
- 2025 – Sjurikeny
- 2025 – Voz'mu tebja s soboj
- 2025 – Bakinka
- 2025 – Ljubimaja (con Emin)